# Filip Pławiak
Filip Pławiak (ur. 26 września 1989 w Nowym Sączu) – polski aktor filmowy i teatralny.

## Życiorys
Urodził się 26 września 1989 w Nowym Sączu jako syn Marka Pławiaka, nauczyciela i działacza samorządowego oraz Ireny Pławiak, nauczycielki i poetki; brat Klaudii i Kacpra. Dzieciństwo spędził w Witowicach Górnych. Maturę zdał w II LO w Nowym Sączu. W trakcie nauki w liceum szlifował swój talent aktorski w Miejskim Ośrodku Kultury w Nowym Sączu. Wyższą Szkołę Filmową i Teatralną w Łodzi ukończył w 2012. Na 32. Międzynarodowym Festiwalu Szkół Filmowych i Teatralnych w Moskwie jego przedstawienie dyplomowe zdobyło nagrodę specjalną. Związany z Teatrem na Woli. Występuje w teatrze i filmach.
10 marca 2025 r. FIlip Pławiak został nagrodzony za najlepszą główną rolę męską podczas 27. gali nagrody Polskiej Akademii Filmowej Orły 2025. Zwycięstwo przyniosła mu rola w filmie Marcina Koszałki "Biała odwaga".  
Filip Pławiak ma brązowy pas karate. Trenuje kitesurfing i jeździ konno. Przygotowując się do roli w "Białej odwadze", nauczył się od podstaw, pod okiem Andrzeja Marcisza, wspinaczki górskiej.

## Życie prywatne
W związku z Michaliną Łabacz.

## Filmografia

### Filmy
- 2010: Wenecja reż. Jan Jakub Kolski, rola: młody zakonnik
- 2011: Pokaż kotku, co masz w środku reż. Sławomir Kryński, rola: Jacek Paluch
- 2012: Pokłosie reż. Władysław Pasikowski, rola: posterunkowy Góral
- 2012: Kawaler reż. Karol Starnawski
- 2013: Bilet na Księżyc reż. Jacek Bromski, rola: Adam Sikora
- 2013: Facet (nie)potrzebny od zaraz reż. Weronika Migoń, rola: technik MRI
- 2014: Bóg zapłać reż. Jakub Radej, rola: On
- 2014: Jedyne wyjście reż. Piotr Domalewski, rola: Adam
- 2014: Kamienie na szaniec reż. Robert Gliński, rola: Zygmunt Kaczyński ps. „Wesoły”
- 2015: Czerwony pająk reż. Marcin Koszałka, rola: Karol Kremer
- 2016: Wołyń reż. Wojciech Smarzowski, rola: kpt. Zygmunt Krzemieniecki
- 2016: Prosta historia o morderstwie reż. Arkadiusz Jakubik, rola: Jacek Lach, młody policjant
- 2017: Listy do M. 3 reż. Tomasz Konecki, rola: Rafał
- 2017: Bikini Blue reż. Jarosław Marszewski, rola: Rajmund Lekki, pacjent szpitala
- 2018: 303. Bitwa o Anglię reż. David Blair rola: Mirosław ,,Ox'' Ferić
- 2024: Biała odwaga, reż. Marcin Koszałka, rola: Andrzej

### Seriale
- 2011: Przepis na życie Konik (odcinek 17)
- 2011: Głęboka woda Filip Danielak (odcinek 10; Sezon 2, odcinek 2)
- 2011: Instynkt Marcin Bieniek (odcinek 5)
- 2012: Reguły gry dostawca pizzy (odcinki 13)
- 2012: Na dobre i na złe dostawca pizzy (odcinki 485)
- 2014: Ojciec Mateusz Jarek (odcinek 154 – Disco)
- 2014: Prawo Agaty Paweł Pietroń syn Wiesława (odcinki 60, 61)
- 2016: Pakt, Szymon Bielik, asystent Anny (odcinki 1-3)
- 2018: 1983, Cyprian
- 2018: Nielegalni, Major Aleksander Grygoruk vel Oleg Zubow "Travis"
- 2018–2021: Chyłka, Kordian Oryński „Zordon”
- 2024: Rojst Millenium jako kierownik hotelu w młodości
- 2025: Aniela „Armani”